# Монтиончело (Ливорно)
Монтиончело је насеље у Италији у округу Ливорно, региону Тоскана.
Према процени из 2011. у насељу је живело 51 становника. Насеље се налази на надморској висини од 19 м.